# Hesperonemastoma modestum
Espèce
Synonymes
- Nemastoma modesta Banks, 1894

Hesperonemastoma modestum est une espèce d'opilions dyspnois de la famille des Taracidae.

## Distribution
Cette espèce est endémique des États-Unis. Elle se rencontre en Californie, en Oregon et au Washington.

## Description
Le mâle syntype mesure 1,2 mm et la femelle syntype 2 mm.
Les mâles décrits par Gruber en 1970 mesure de 1,08 à 1,53 mm et la femelle 1,85 mm.

## Systématique et taxinomie
Cette espèce a été décrite sous le protonyme Nemastoma modesta par Banks en 1894. Elle est placée dans le genre Hesperonemastoma par Gruber en 1970.

## Publication originale
- Banks, 1894 : « The Nemastomatidae and Trogulidae of the United States. II. » Psyche, a Journal of Entomology, vol. 7, p. 51–52 (texte intégral).